# Wang Yu (Rechtsanwältin)
Wang Yu (chinesisch 王宇, Pinyin Wáng yǔ, * 1. Mai 1971) ist eine international bekannte chinesische Menschenrechtsanwältin. Im Juli 2015 wurde sie verhaftet, als die chinesischen Behörden eine Razzia gegen Menschenrechtsanwälte einleitete. Wang wurde angeklagt, die Öffentlichkeit zum Umsturz gegen die Staatsmacht aufgewiegelt zu haben, was in China ein ernstes Verbrechen darstellt und mit lebenslanger Strafe geahndet werden kann.

## Vorgehen gegen Menschenrechtsanwälte
Wang ist Anwältin bei der Anwaltskanzlei Fengrui in Peking. Laut New York Times gehört Fengrui zu den Anwaltskanzleien, auf die sich die Regierung konzentriert, um Menschenrechtsanwälte als „käuflich subversive Elemente, die Gerichte für persönlichen Gewinn missbrauchen, um ‚soziales Chaos‘ zu fördern“ zu diskreditieren. Neben Wang wurden auch ihr Mann Bao Longjun sowie zwei weitere Anwälte und ein weiterer Praktikant verhaftet. Im gleichen Zeitraum erfasste die Verhaftungswelle an die 250 Anwälte und Aktivisten. Im Januar war bereits der Schwede Peter Jesper Dahlinn, der in Peking Menschenrechtsaktivisten unterstützte, wegen „Aktivitäten, die die nationale Sicherheit bedrohen“ verhaftet worden.
Nach Human Rights Watch ist dieses Vorgehen der letzten Zeit „beispiellos“ und zeige, dass diese „ungewöhnlich schwere Anschuldigung der ‚Subversion‘, die Entschlossenheit der Parteiführer zeige, die lockere Bewegung von Anwälten aufzulösen, die mittels legaler Rechtsverfahren, Online-Appellen und der Öffentlichkeit die Willkür der staatlichen Macht herausfordern.“

## Laufbahn
Bevor Wang Yu Menschenrechtsanwältin wurde, war sie Anwältin für Handelsrecht. Im Jahr 2008 geriet sie bei einem Zwischenfall in einem Bahnhof in Tianjin mit den Eisenbahnangestellten in Streit. Sie ließen sie nicht in den Zug einsteigen, obwohl sie eine gültige Fahrkarte hatte. Obwohl sie bei diesem Zwischenfall von mehreren Männern misshandelt worden war, wurde sie wegen „vorsätzlichem Angriff“ angeklagt und zweieinhalb Jahre eingesperrt. Im Gefängnis erfuhr sie, wie Gefangene misshandelt und gefoltert wurden. Nach ihrer Freilassung im Jahre 2011 entschloss sie sich, Menschenrechtsanwältin zu werden, und übernahm aufsehenerregende Fälle.
Seitdem war sie Teil der chinesischen Menschenrechtsbewegung. Zu ihren Klienten zählen unter anderem Ilham Tohti, ein bekannter Uiguren-Intellektueller, der wegen „Anstiftung zum Separatismus“ zu lebenslanger Haft verurteilt wurde; Li Tingting, eine Frauenrechtsanwältin, die im März 2015 verhaftet wurde, weil sie einen Protest gegen sexuelle Belästigung in öffentlichen Transportmitteln geplant hatte; die Frauenrechtsgruppe „Feminists Five“ und Anhänger der rechtswidrig verbotenen spirituellen Gruppe Falun Gong. Da sie die sozialen Medien benutzte, um ihre Angelegenheiten zu verfechten, führte dies schließlich zu ihrer Verhaftung. Die Anklage lautete Untergrabung der Staatsgewalt, die allgemein gegen Dissidenten erhoben wird, die die Kommunistische Partei auf politischer Ebene herausfordern. Im Jahr 2015 veröffentlichte die regierungsseitige Nachrichtenagentur Xinhua einen Beitrag, der dazu gedacht war, Wangs Ruf zu schädigen. In dem Beitrag hieß es: „Diese arrogante Frau mit Vorstrafenregister wurde über Nacht zu einer Anwältin; sie plappert über Rechtsgrundsätze, Menschenrechte und Gerechtigkeit, und wandert unter der Flagge des ‚Verteidigungsrechts‘ herum.“
Im August 2016 wurden Wang Yu und ihr Ehemann auf Bewährung wieder entlassen und mussten ihren Wohnsitz weitab von Peking in Ulanhot in der Inneren Mongolei nehmen (im Amtschinesisch: 指定居所監視居住 – „Genau bezeichneter Wohnsitz mit Überwachung“). Nach einem Jahr durften sie wieder nach Peking zurückkehren. In einer kurzen Stellungnahme, die am 6. August 2016 im chinesischen Staatsfernsehen CCTV zu sehen war, erklärte Wang, dass sie den ihr verliehenen ABA-Menschenrechtspreis (s. u.) nicht annähme, da sie nichts Wesentliches auf dem Feld der Menschenrechte getan habe und in der Auszeichnung nur einen Versuch sähe, das Ansehen der chinesischen Regierung und den Ruf Chinas im Allgemeinen zu beschädigen. In einem weiteren Interview mit dem ebenfalls unter Kontrolle der Pekinger Regierung befindlichen Hongkonger Fernsehsender Phoenix (凤凰卫视) sagte sie, dass sie diese oder ähnliche Auszeichnungen in der Zukunft nicht annehmen wolle und dass sie als Chinesin die Führungsrolle der chinesischen Regierung anerkenne.
In späteren Stellungnahmen im Jahr 2018 legte Wang dar, dass ihr damaliges Geständnis, das zur Haftentlassung geführt hatte, und spätere Interviews erzwungen gewesen seien. Die Autoritäten hätten ihr erklärt, dass dies die einzige Möglichkeit sei, wie sie ihren Sohn wiedersehen könne. Nur so sei für den Sohn das von ihr gewünschte Auslandsstudium möglich. Während der Verhöre sei sie fünf lange Tage an einen eisernen Stuhl gefesselt gewesen, habe Schlafentzug erfahren und sei in einer so kleinen Zelle untergebracht worden, dass man seine Beine nicht habe ausstrecken können. Nach langen Überlegungen habe sie sich zu den Interviews überreden lassen, um nicht die Zukunftsperspektiven ihres Sohnes zu zerstören.

## Auszeichnungen
Die Menschenrechtsarbeit von Wang Yu wurde in dem Dokumentarfilm Hooligan Sparrow von Nanfu Wang aus dem Jahr 2016 hervorgehoben. Am 4. Juni 2016 wurde Wang Yu mit dem 21. renommierten Internationalen Ludovic-Trarieux-Menschenrechtspreis ausgezeichnet, der auch „Auszeichnung, die von Rechtsanwälten an einen Anwalt übergeben wird“ genannt wird.
Am 8. Juli 2016 erkannte die American Bar Association (ABA) Wang Yu den Internationalen Menschenrechtspreis (International Human Rights Award) zu in Würdigung ihrer Arbeiten zur Verbesserung der Menschenrechte in China.